# Фриелаш
Фриелаш (порт. Frielas) — район (фрегезия) в Португалии, входит в округ Лиссабон. Является составной частью муниципалитета Лориш. Находится в составе крупной городской агломерации Большой Лиссабон. По старому административному делению входил в провинцию Эштремадура. Входит в экономико-статистический субрегион Большой Лиссабон, который входит в регион Лиссабон. Население составляет 2 171 человек на 2011 год. Занимает площадь 5,63 км².
Покровителем района считается Святой Юлиан (порт. São Julião).

## Демография

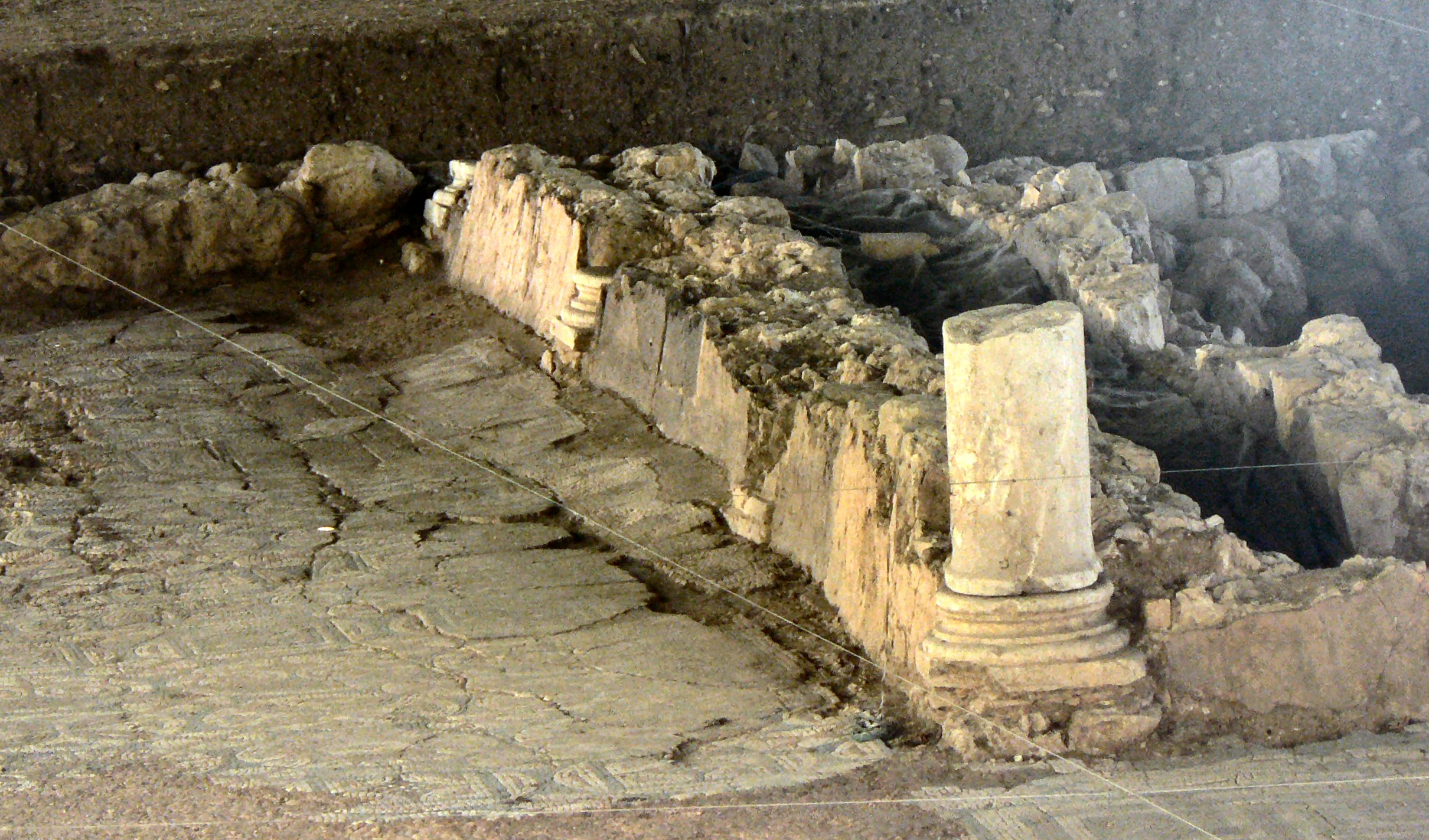
Археологическая станция Фриелаш на римском археологическом участке

| Численность населения муниципалитета по годам | Численность населения муниципалитета по годам | Численность населения муниципалитета по годам | Численность населения муниципалитета по годам | Численность населения муниципалитета по годам | Численность населения муниципалитета по годам | Численность населения муниципалитета по годам | Численность населения муниципалитета по годам | Численность населения муниципалитета по годам | Численность населения муниципалитета по годам |
| --------------------------------------------- | --------------------------------------------- | --------------------------------------------- | --------------------------------------------- | --------------------------------------------- | --------------------------------------------- | --------------------------------------------- | --------------------------------------------- | --------------------------------------------- | --------------------------------------------- |
| 1862                                          | 1864                                          | 1890                                          | 1900                                          | 1911                                          | 1920                                          | 1930                                          | 1991                                          | 2001                                          | 2011                                          |
| 258                                           | 245                                           | 286                                           | 281                                           | 330                                           | 319                                           | 312                                           | 1 462                                         | 2 676                                         | 2 171                                         |